# Ibrány
Ibrány je město v Maďarsku v Sabolčsko-satumársko-berežské župě. Je správním centrem okresu Ibrány
Má rozlohu 6 048 ha a žije zde 6 984 obyvatel (2007).